# 小田桐咲
小田桐 咲（おだぎり えみ、1996年 - ）は、日本の武術太極拳の選手で、全日本選手権・伝統器械部門で2度の優勝を経験している。

## 来歴・人物
青森県八戸市出身。5歳の時、父親の赴任先である中国・北京市で武術太極拳を始める。
帰国後、地元の八戸市をはじめ、十和田市や隣接する岩手県盛岡市の教室でも練習を重ね、ジュニア選手として活躍。
八戸北高を卒業後、千葉商科大学4年の2017年に全日本選手権・伝統競技部門の伝統器械女子で初優勝。2019年には2度目の優勝を果たし、2020年の第75回国民体育大会（鹿児島国体）に東京都代表で出場予定とされた。第75回国民体育大会の夏季大会は、2020年6月に2020年の開催を中止することが決定している。
趣味は、イラスト、ドライブ。好きな日本酒は、陸奥八仙のピンクラベル。